# IChat Server
Apple's iChat Server is een component van het totaalpakket van Mac OS X Server 10.4 voor 'instant messaging' (direct berichtgeving, kortweg IM genoemd) gebaseerd op XMPP (Jabber) binnen een organisatie. iChat Server bevat tevens ondersteuning voor chatten met meerdere gebruikers waarbij men gebruik kan maken van SSL, bestandsoverdracht en point-to-point-verbindingen tussen client-programma's van instant-messaging met betrekking tot audio, video en audio/video komend uit meerdere richtingen.

## Beheer
De iChat server wordt beheerd vanuit een 'Server Admin'-applicatie om een server op te zetten voor persoonlijke berichtgeving binnen een domein (namespace) gebruikmakend van SSL en 'Open Directory' (Apple) , Active Directory (Microsoft) of een andere op LDAP-gebaseerde server voor gebruikerinformatie en authenticatie. De iChat hevelt tevens reeds bestaande mogelijkheden over voor de nieuwe dienst op controle tot toegang (ACL-lijst), wat voor de server het beheer over gebruikers en groepen die toestemming krijgen om iChat Server te gebruiken, mogelijk maakt.

## iChat Server en het Jabber-protocol
De iChat Server is gebaseerd op Jabberd 1.x, waardoor het samen kan werken met 'Tiger iChat' van OS X alsook met andere clients die het XMPP-protocol ondersteunen voor Windows, Linux en zelfs PDA's. Jabberd 1.x gebruikt het op XML-gebaseerd IM-protocol met ingebouwde beveiliging XMPP.